# Velhice LGBT

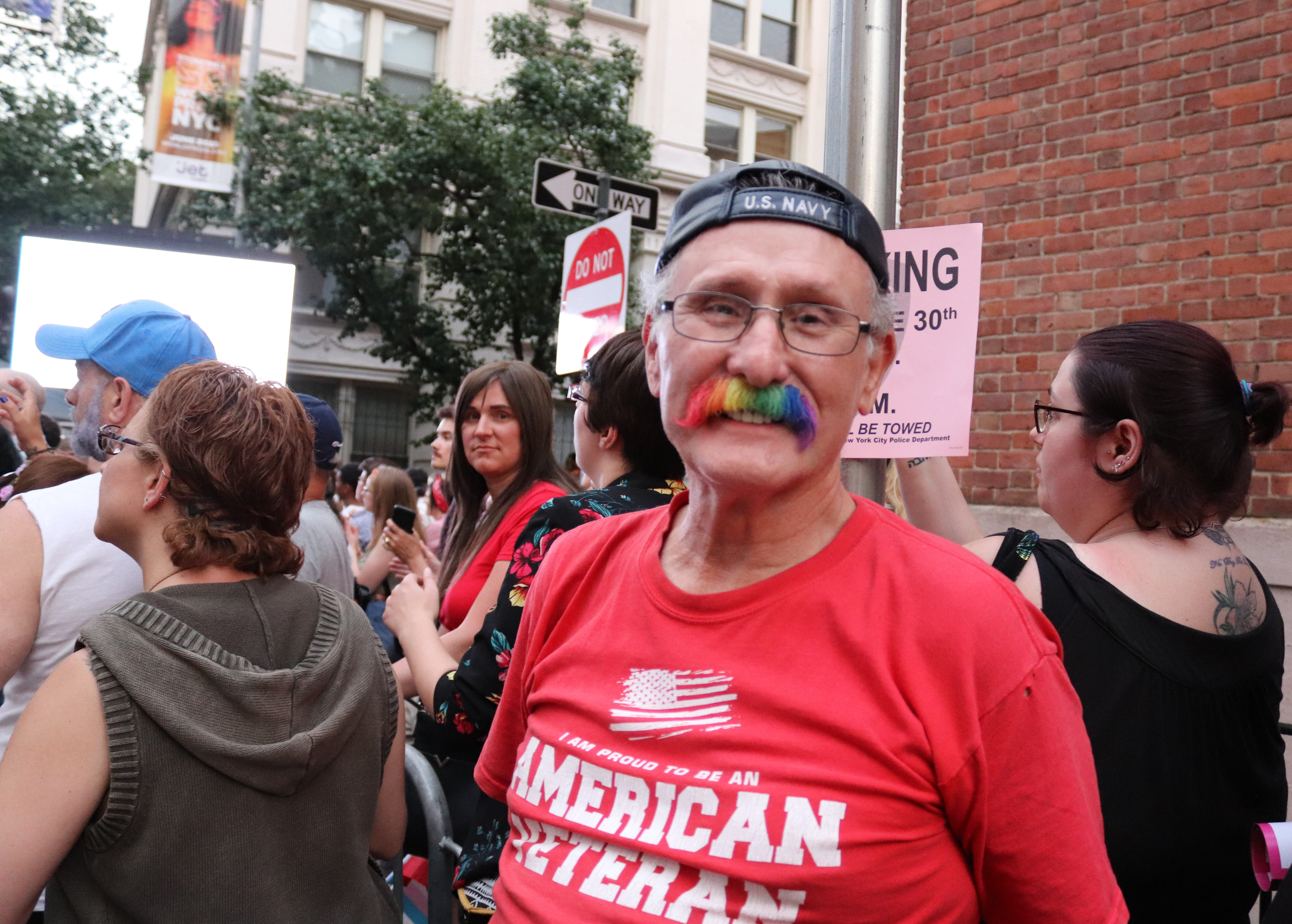
Veterano de guerra na marcha do orgulho gay de Nova York, em frente ao Stonewall Inn.

A velhice LGBT trata de questões e preocupações relacionadas não só com o envelhecimento, mas também com o exercício de uma sexualidade minoritária e a identidade de gênero dos idosos LGBT.

## Pesquisas
Existem novas copilações de dados provenientes de políticas sociais e campanhas de organizações, focadas em temas de saúde, cuidado e atenção social, como a realizada pelo Instituto Metlife Mature Market.
As primeiras investigações tentaram "desafiar essa imagem do idoso solitário e amargurado" e "sugeriram que os homens gays e as mulheres lésbicas de idade avançada não estão sozinhos, nem isolados, nem deprimidos. Ao contrário, eles e elas têm seguido em frente, apesar de ter uma identidade estigmatizada, desenvolvido para isso habilidades chave", que são indício de resiliência, apesar das desigualdades associadas com a idade avançada. Autores posteriores questionam a distorção positiva que pode ter impregnado estudos iniciais. Investigações recentes se centraram nas necessidades da comunidade LGBT (saúde, moradia, e assistência social e apoio, direitos tradicionais) e nas diferenças entre as pessoas LGBT (por razões de gênero). Ainda faltam estudos sobre idosos LGBT que considerem a origem étnica, a bissexualidade na velhice, e as diferentes classes sociais.

## Apoio social informal
É mais provável que idosos LGBT dependam mais de assistência social formal, apoio e cuidados do que seus pares heterossexuais. É mais frequente dentre os idosos cujo cônjuge já seja falecido. As pessoas trans da terceira idade com filhos, particularmente as que transicionaram em idade adulta, podem ser rejeitadas por suas famílias biológicas e, portanto, inclusive as pessoas com filhos podem não ter acesso a apoio intergeneracional.

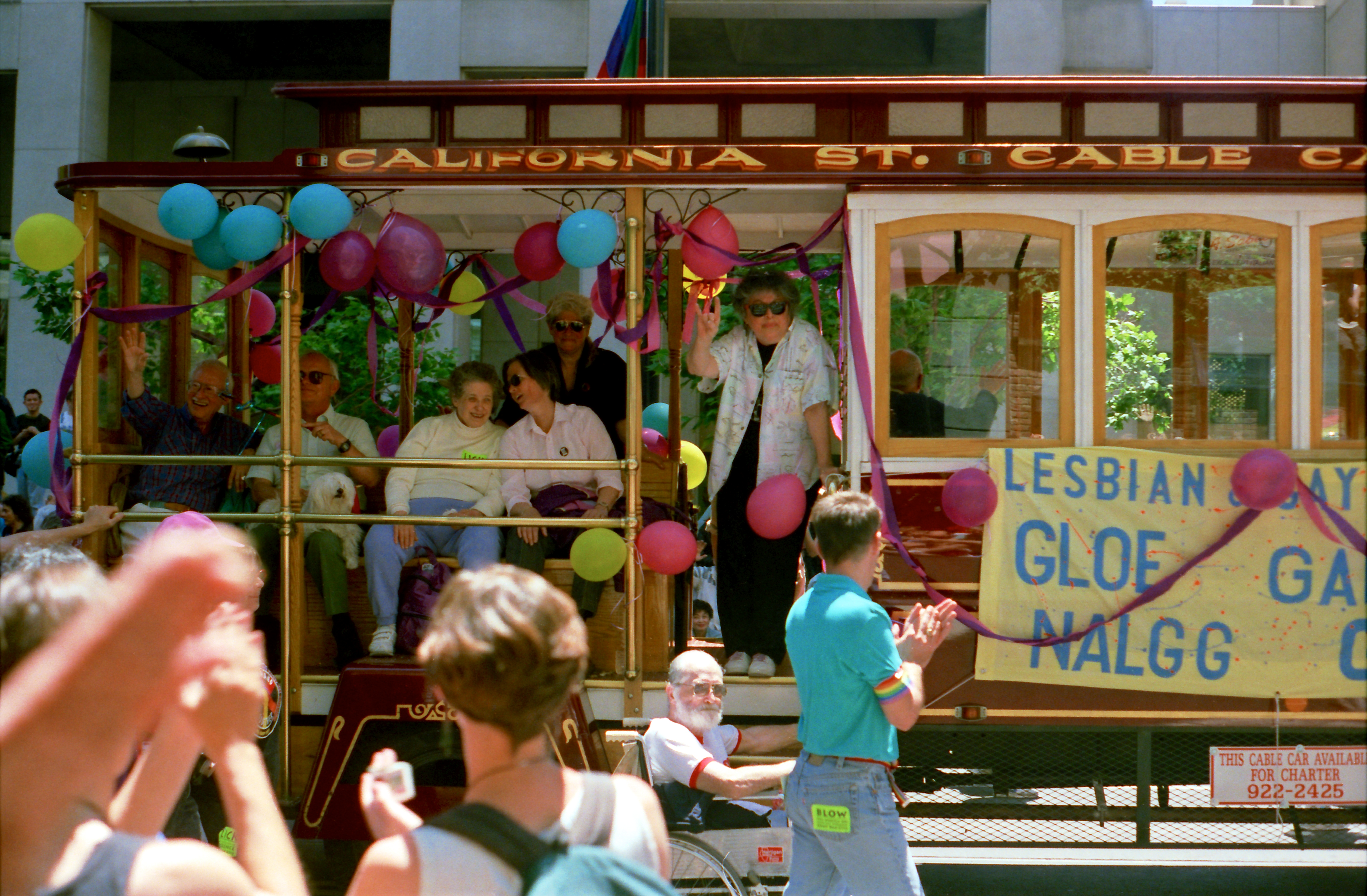
Gays e lésbicas idosos participam de um desfile do orgulho LGBT.

## Moradia e cuidado social
Muitos idosos LGBT continuam considerando que os espaços de atenção são lugares inseguros para eles.
No Chile, existem dois agrupamentos de idosos LGBT, ambos em Valparaíso: "Sobreviventes Adultes Maiores Trans", primeiro grupo social do país destinado a reunir idosos transgênero, fundado em 15 de dezembro de 2021, e "Tricahue", primeiro clube de idosos gays do Chile e da América Latina, fundado em 2024.